# Paul Gesche

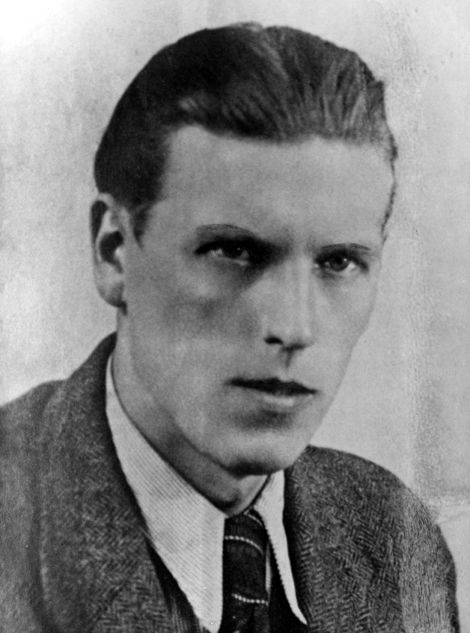
Paul Gesche

Paul Gesche (* 12. Juni 1907 in Berlin; † 21. August 1944 in Brandenburg-Görden) war ein deutscher Kommunist und Widerstandskämpfer gegen den Nationalsozialismus.

## Leben
Gesche besuchte die Gemeindeschule, arbeitete anschließend als Bürohilfsarbeiter und nahm später eine Tischlerlehre auf. Nach Beendigung seiner Ausbildung zum Bühnentischler schloss sich Gesche 1924 der SAJ an. Anschließend durchwanderte er zwei Jahre lang Deutschland. 1931 trat er in die KPD ein. Ab 1932 war er im Freidenkerverband aktiv. Im Oktober 1932 heiratete er Emma Kochan. Ihr gemeinsamer Sohn Klaus kam im April 1938 zur Welt.
Nach der „Machtergreifung“ der Nationalsozialisten beteiligte sich Gesche am Widerstand. Er wurde 1934 verhaftet und am 19. Januar 1935 wegen „Vorbereitung zum Hochverrat“ zu einem Jahr Gefängnis verurteilt. Nach seiner Freilassung gehörte er zu den engsten Mitarbeiter Robert Uhrigs und war vor allem im Berliner Norden tätig.
Gesche folgte der Weisung der Partei, Vereinen beizutreten und in ihnen unter den Mitgliedern politisch zu wirken. Er trat dem Segelklub „Wiking“ bei. Dank seines Engagements wurde er 1941 zum Vorsitzenden des Klubs gewählt. Er nutzte seine Position, um auf dem Abziehapparat des Sportvereins mehrere Nummern der illegalen Flugschrift Informationsdienst herzustellen.
Am 10. Februar 1942 wurde Gesche von der Gestapo verhaftet. Er kam in das Gerichtsgefängnis Landsberg an der Warthe, später ins KZ Sachsenhausen. Am 6. Juni 1944 wurde er vom 5. Senat des „Volksgerichtshofes“ als Mitglied der Leitung der Berliner KPD-Organisation „wegen Vorbereitung zum Hochverrat“ zum Tode verurteilt. Gesche wurde im Zuchthaus Brandenburg-Görden hingerichtet.

## Ehrungen
Seit 1976 ist in Berlin-Lichtenberg eine Straße nach ihm benannt. Bis Anfang der 1990er Jahre trug die Kinder- und Jugendsportschule in Berlin-Köpenick (die heutige Flatow-Oberschule) seinen Namen.